# Johannes Molanus (Pädagoge)
Johannes vander Molen oder Molanus, auch Johann Molanus (* um 1510 in Nukerke (Neuenkirchen, Nieuwenkerken) bei Oudenaarde in Flandern; † 16. Juli 1583 in Bremen) war ein flämischer, dann deutscher Pädagoge. Er sollte nicht verwechselt werden mit dem ebenfalls in Flandern geborenen, aber katholischen Theologen Johannes Molanus, einem gleichzeitig lebenden Gelehrten der Gegenreformation.

## Biografie
Johannes Molanus hatte einen Bruder names Pieter vander Molen. Molanus studiert in Löwen. Er wandte sich vom Katholizismus ab und war von 1543 bis 1553 Rektor der Schule in Diest (Diesthem) in Flandern. Hier wurde er als Ketzer verdächtigt und floh nach Bremen.
Unterstützung erhielt er von einigen flandrischen Edelleuten und von der Stadt Bremen. Hier war er von 1553 bis 1559 Lehrer an der reformierten Lateinschule. Seine erste Frau, die Schwester von Cornelius de Soete, starb 1559 an der Wassersucht.
Er verließ Bremen wegen „ubiquitistischen“ (Lehre von der Allgegenwart Jesu Christi) Streitigkeiten, folgte Gerhard Mercator nach Duisburg und wurde dort Rektor des neuen Akademischen Gymnasiums. Er brachte dabei einige seiner Schüler aus Bremen mit und unterrichtete in den grammatischen Klassen. Um 1560 heiratete er Emerentia (* um 1538/39; † 1567), eine Tochter von Mercator.
1563 zog er wieder nach Bremen zurück und war bis 1583 zwanzig Jahre lang Rektor des Paedagogeum und Gymnasium illustre. 1566 hielt sich Molanus zu einem Besuch in Duisburg auf und informierte den Kritiker der Hexenverfolgung Johann Weyer auf dessen Nachfrage über den Bremer Prozess der Gredje von Essen († 1565), der einen tödlichen Ausgang genommen und den Suizid ihres Bruders nach sich gezogen hatte. Seine zweite Frau Emerentia starb 1567 auf einer Reise in Emden im Kindbett. Molanus heiratete 1568 ein drittes Mal, seine Witwe überlebte ihn. 1575 erwähnte er „als fast Siebzigjähriger“ einen Sohn Johannes und eine Tochter Rachel. Seine älteste Tochter Rachel hatte den Pfarrer Eberhard Dedekind († 1595) aus Bremen geheiratet.
Johannes Molanus führte einen umfangreichen Briefwechsel unter anderem mit Gerhard Mercator und dessen Sohn Bartholomaeus, Albert Hardenberg, Daniel von Büren, Detmar Kenckel, Erich Hoyer, Johann Esich, Giles van Beek (Aegidius Becius), Johann Weyer, Johannes Ewich, Jean Taffin, Petrus Dathenus, Petrus Medmann, Georg Sylvanus, Caspar Olevian, Caspar Cruciger, Heinrich Moller, Franciscus Junius, Petrus Ramus, Herbert von Langen, Petrus Vulcanius (Pieter de Smet) oder Philips van Marnix. Ein von dem Bremer Ratsherren und Bürgermeister von 1611 Johann Brand d. J. (1563–1615) abgeschriebenes Konvolut mit 346 Briefen befindet sich in der Staats- und Universitätsbibliothek Bremen.

## Werke
- Confessio de S. coena (= Bekenntnis vom Hl. Mahl). In: Johann Philipp Cassel (Bearb.): Johannis Molani Rectoris Scholae Bremensis Confessio de S. coena et Epistolae quaedam ad Albertvm Hardenbergivm, et alios scriptae. In: Bremensia. Bremische historische Nachrichten und Urkunden, Bd. II. Johann Heinrich Cramer, Bremen 1767, S. 556–563 (Digitalisat der Staats- und Universitätsbibliothek Bremen).
- Isaiae caput LIII. Acuendae Iuventutis causa paulò fusius explicatũ (= Jesaja Kapitel 53. Der Grund, warum die Jugend angespornt werden muss, etwas ausführlicher erläutert), per Ioannem Molanum. In: Arnold Laurentius van Berchem: Piorum carminum liber. Martin Nutius Witwe, Antwerpen 1560, Bl. 58–61 (Digitalisat der Bayerischen Staatsbibliothek München); (Google.Books)